# Ampithoe tarasovi
Ampithoe tarasovi är en kräftdjursart. Ampithoe tarasovi ingår i släktet Ampithoe och familjen Ampithoidae. Inga underarter finns listade i Catalogue of Life.